# Time to first byte
Le Time to First Byte (TTFB) est une mesure utilisée comme une indication de la réactivité d'un serveur Web ou d'une autre ressource réseau.
Le terme a été utilisé pendant plusieurs décennies auparavant, mais n’est devenu populaire qu’à partir 2012.
Le TTFB mesure la durée entre l'utilisateur ou le client qui fait une requête HTTP et le premier octet de la page reçue par le navigateur du client. Ce temps est composé du temps de connexion de la socket, du temps nécessaire pour envoyer la requête HTTP, et du temps nécessaire pour obtenir le premier octet de la page. Bien que parfois mal compris comme un calcul post-DNS, le calcul initial du TTFB en réseau inclut toujours la latence du réseau pour mesurer le temps nécessaire pour qu'une ressource commence à se charger[C'est-à-dire ?].
D'après Google, le TTFB ne devrait pas dépasser les 200 ms. Cependant le temps de réponse perçu par l'utilisateur est encore plus important que le temps de chargement réel de la page.